# Kamer van Afgevaardigden (Mexico)

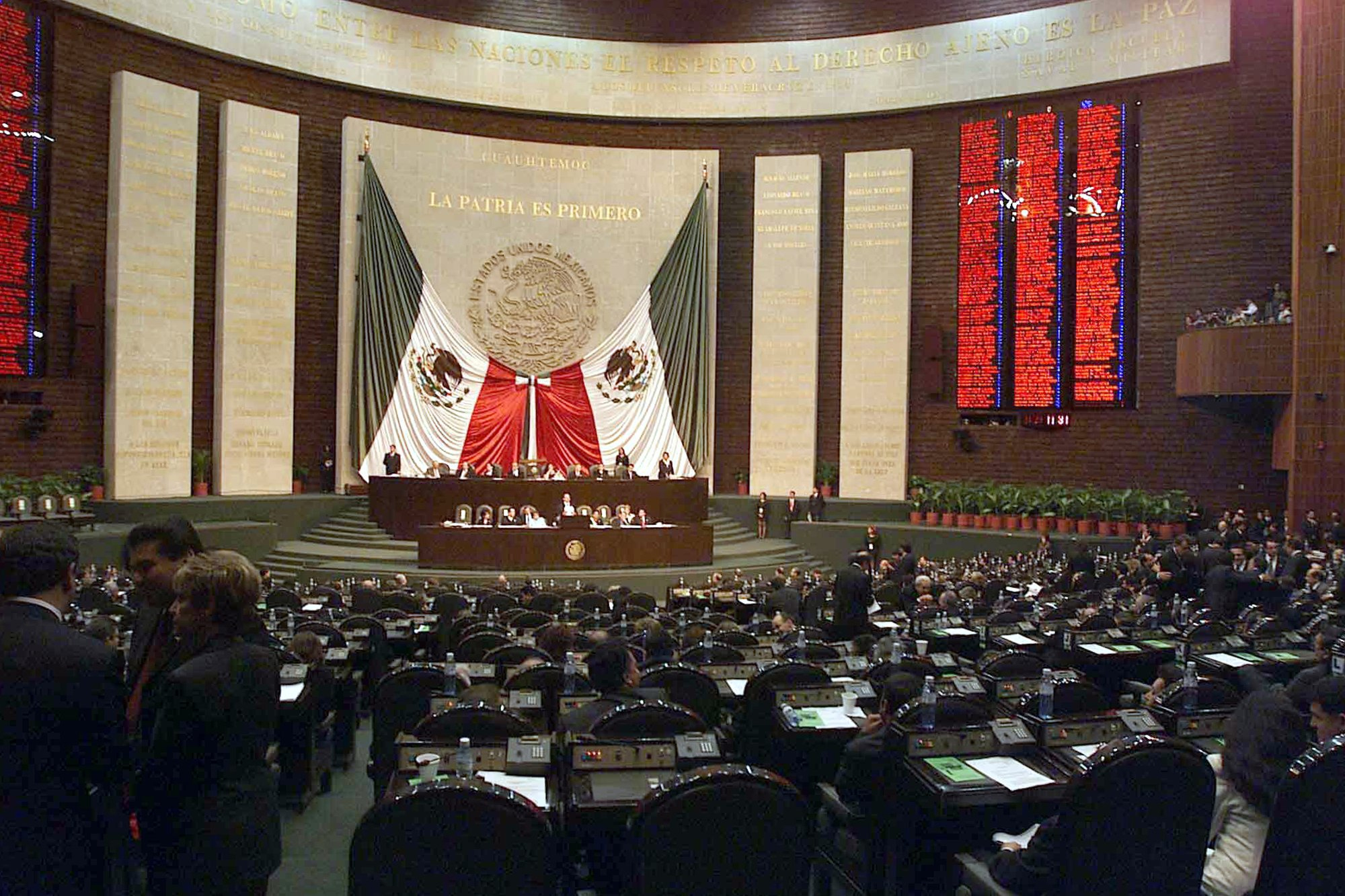
Vergadering van de Mexicaanse Kamer van afgevaardigden

De Kamer van afgevaardigden (Spaans: Cámara de Diputados) is het lagerhuis van het Mexicaanse congres. Het bestaat uit 500 leden. 300 worden via kiesdistricten gekozen, en 200 door evenredige vertegenwoordiging.
Afgevaardigden waren lange tijd niet herkiesbaar; zij konden zich niet verkiesbaar stellen als ze in de aflopende periode zitting hadden in de Kamer van Afgevaardigde. Wel was het mogelijk om met een onderbreking (van 3 jaar, de tijd tussen twee verkiezingen) afgevaardigde te zijn. In februari 2005 werd na jarenlang discussiëren gestemd over een wetsvoorstel om de herverkiezing van de volksvertegenwoordigers mogelijk te maken. Het voorstel haalde niet de vereiste 2/3 meerderheid: PRD en PAN stemden voor, PRI tegen. Alhoewel voorzichtig, wegens de scheiding der machten, steunde de regering van president Fox (PAN) het voorstel: "Het zou goed zijn indien de vertegenwoordigers na hun termijn onderworpen worden aan een beoordeling door het volk". In 2020 stemden de afgevaardigden voor herverkiezing, met een beperking van maximaal drie achtereenvolgende termijnen.

## Samenstelling

### 65e Legislatuur (2021-2024)
De zetelverdeling van het 65e congres, gekozen voor de periode van 1 september 2021 tot 31 augustus 2024, is als volgt:
- Partij van de Democratische Revolutie (PRD) - 15
- Nationale Actiepartij (PAN) - 114
- Institutioneel Revolutionaire Partij (PRI) - 70
- Groene Ecologische Partij van Mexico (PVEM) - 43
- Partij van de Arbeid - 37
- Morena - 198
- Convergentie - 23

### 66e Legislatuur (2024-2027)
De samenstelling van de Kamer van Afgevaardigden bij aanvang van de 66e Legislatuur, gekozen voor de periode van 1 september 2024 tot 31 augustus 2027, is als volgt:
- Morena - 255
- PAN - 71
- PVEM - 62
- PT - 47
- PRI - 36
- MC - 27
- PRD - 1
- Onafhankelijk - 1